# Kenpachi Zaraki
Kenpachi Zaraki (更木 剣八?, Zaraki Kenpachi) è uno dei personaggi della serie manga e anime Bleach di Tite Kubo. È il capitano dell'undicesima compagnia del Gotei 13.
È arrivato quindicesimo nell'ultima classifica dei personaggi più amati della serie su Shonen Jump, con un totale di 3385 voti.

## Aspetto e personalità
Alto e dal fisico asciutto e imponente, Kenpachi ha la parte sinistra del volto solcata da una cicatrice lunga e sottile; cicatrici simili sono presenti su entrambi i pettorali. Porta i lunghi capelli raccolti in numerose trecce con dei campanelli mentre la sua espressione, specie nel caso in cui incontri un avversario capace di farlo divertire, è caratterizzata da un sinistro sorriso dal quale si intravedono i canini molto pronunciati. Inizialmente porta una benda che gli copre l'occhio destro e che gli avvolge anche il collo, mentre dopo la battaglia di Karakura indossa una nuova benda senza fili e i suoi capelli sono più lunghi e senza le campanelle.
Ha un carattere violento e attaccabrighe ma rispetta un suo codice d'onore: si dimostra infatti sempre fedelissimo ai suoi sottoposti anche se a volte ciò può comportare qualche rischio e si rifiuta di uccidere un avversario che è stato sconfitto o che non è al suo livello.
A differenza degli altri Shinigami, Zaraki non combatte perché avverte il dovere di eliminare gli Hollow ma per il semplice piacere che la battaglia gli procura: è infatti costantemente alla ricerca di avversari capaci di metterlo in difficoltà e, proprio per questo, si mette volutamente in una posizione di svantaggio in modo da potersi godere tali battaglie. La benda che porta ha infatti la funzione di sigillare, almeno in parte, l'enorme quantità di reiatsu del capitano, mentre i campanelli con cui raccoglieva i capelli servivano a "suggerire" al suo avversario un suo movimento.
La sua resistenza è superiore a quella di qualunque altro Shinigami.
Anche se rispetta tutti i suoi sottoposti sembra che l'unica persona a cui sia legato veramente sia il suo luogotenente: rispetta infatti tutti i consigli di Yachiru, anche se spesso si rivelano errati.

## Storia
Le esatte origini di Zaraki sono avvolte nel mistero: nella saga della Guerra dei Mille Anni viene rivelato che fin dalla tenera età possedeva una potenza inaudita che gli consentiva di abbattere chiunque incrociasse; questo fece ben presto nascere in lui la speranza di trovare qualcuno abbastanza forte da resistergli.
Dopo aver sterminato un'intera squadra di Shinigami si impadronì della Zanpakuto di uno di essi e ne riscrisse l'identità (come Ichigo farà poi con quella di Rukia); poco dopo si troverà a confrontarsi con l'allora Kenpachi, Yachiru Unohana, trovando in lei la prima vera sfida della sua vita: i due si ferirono vicendevolmente (lei al volto, lui al collo), ma trovandosi capace di uccidere persino tale avversario Zaraki subirà una sorta di un trauma psicologico che lo portò ad autolimitare la propria forza. Da allora in poi ogni volta che si troverà in pericolo di vita libererà un frammento del suo vero potere.
Sempre alla ricerca di persone forti contro cui battersi, Kenpachi vagabondava senza meta e senza nome all'interno della Soul Society e precisamente nel distretto ottanta, chiamato Zaraki (dal quale deriva il suo nome, un luogo pieno di ladri e assassini), dove incontrò i suoi futuri sottoposti: il primo di essi fu una bambina che non aveva paura né di lui né della sua spada anche se era poco più di una poppante e che Kenpachi chiamò Yachiru, decidendo nella stessa occasione anche il proprio nome.
(Kenpachi Zaraki al suo primo incontro con Yachiru Kusajishi)
In seguito affronterà Ikkaku riuscendo a sconfiggerlo: da allora questi gli giurerà fedeltà assoluta, tanto che non vorrà mai lasciare la sua divisione anche se avrà la possibilità di fare carriera. Successivamente Zaraki uccise Kiganjō, il precedente capitano dell'Undicesima Divisione, per prendersi il suo posto; durante lo scontro nell'Hueco Mundo con il Quinta Espada Nnoitra Jirga, Kenpachi rivela di aver ricevuto lezioni di Kendo da Yamamoto in seguito al suo ingresso nell'Undicesima Divisione.
Appena saputo dell'intrusione del gruppo di Ichigo Kurosaki all'interno della Soul Society, si mette subito alla ricerca del più forte di loro trovandolo, anche dopo le indicazioni del suo sottoposto Ikkaku, in Ichigo: fra i due vi sarà una dura lotta e Kenpachi sarà costretto, per la prima volta nel manga, a togliersi la benda che tratteneva la sua vera forza, ma alla fine non vi sarà un vincitore. Questa condizione viene considerata da Zaraki un'umiliante sconfitta.

Kenpachi sulla copertina 13 dell'edizione Gold

Successivamente si schiera dalla parte di Ichigo e compagni: con Orihime caricata sulle spalle, cercherà di raggiungere di nuovo il ragazzo dai capelli arancioni per un nuovo duello. Nella ricerca incontra due capitani e i loro vice: affronterà, così, prima Kaname Tōsen, riportando una facile vittoria anche se il nemico usa contro di lui il suo Bankai e, in seguito, Sajin Komamura.
Arrivato insieme ad altri capitani a Las Noches, si dirige subito verso Nnoitra, trovandosi di fronte prima Tesla, uno dei suoi seguaci: il capitano sconfigge la Fraccion con un unico colpo e affronta l'Espada in battaglia. Viene ferito gravemente al petto quando tenta di trafiggere l'occhio sinistro di Nnoitra, stupito dall'inefficacia dell'attacco (dovuta al fatto che l'Espada presenta il foro tipico degli Hollow proprio al posto dell'occhio sinistro), ma riesce a replicare, anche grazie ad un attacco di Nnoitra che gli toglie la benda, e infligge una gravissima ferita all'Espada, che però rilascia la sua Zanpakutō e pare curarsi dalle ferite subite. Viene nuovamente ferito quasi a morte per due volte poco dopo il rilascio, ma non demorde, ignorando le ferite. Decide così di ricorrere alla sua più potente tecnica, che dice di odiare perché la considera "roba da fighetti": il Kendo. Impugna così la spada con entrambe le mani, e il suo reiatsu aumenta in modo incredibile, ma l'Espada non pare accorgersene e carica il capitano, che lo taglia quasi a metà. Poi, quando sta per andarsene, Nnoitra lo carica un'ultima volta, irritato dal suo comportamento Zaraki lo finisce.
In seguito interviene in favore di Ichigo contro l'Espada Yammy Rialgo, insieme a Byakuya Kuchiki, avendo facilmente la meglio sull'Espada. I due a breve iniziano un litigio riguardo a chi avrebbe dovuto dare il "colpo di grazia" a Yammy (il tutto incoraggiato sarcasticamente da Mayuri). L'Espada si riprende furioso scagliando un potentissimo Cero sui due shinigami. Questo fa degenerare la discussione tra Zaraki e Byakuya che sfodera il suo Bankai, ma vengono entrambi nuovamente interrotti da un attacco di Yammy che, mettendosi tra i due, riceve in pieno volto la potenza degli attacchi dei due capitani. Furente di rabbia per esser stato ferito e schernito dai due capitani, l'Espada inizia a mutare forma cambiando completamente il proprio aspetto fisico, spiegando dunque ai due il potere della sua Resurrección, chiamata proprio "Ira". Mayuri, che continua ad osservare lo scontro a distanza, non manca di continuare a deridere i due capitani, suggerendo loro di non farlo crescere ulteriormente altrimenti l'autopsia sarebbe stata più difficile. Alla fine della battaglia ritorna alla Soul Society assieme a Byakuya, avendo sconfitto l'ultimo Espada. Rispondendo ad una domanda di un suo sottoposto su come sia stata la battaglia, dice che è stata una lotta noiosa.
Arriva a Karakura assieme al suo fidato terzo seggio per aiutare Ichigo. Poco prima che il capitano della 6ª divisione sparisca con Tsukishima, chiede a Kuchiki di lasciarlo combattere con il suo avversario poiché lo ritiene il più forte. Il capitano viene interrotto da Giriko, un fullbringer con un potere legato al tempo, che grazie ad esso diventa enorme. Mentre parla, però, viene squarciato da un velocissimo attacco di Kenpachi, visibilmente seccato per la poca forza del suo avversario.
Fa la sua apparizione davanti al leader del Vandenreich, Yhwach, dopo aver sconfitto tre Stern Ritter ("Q", "R" e "Y") da solo, suscitando stupore tra i Quincy. Dopo aver apostrofato gli Stern Ritter come "incapaci", si fionda contro Bach, uscendo tuttavia dallo scontro sconfitto e gravemente ferito. Dopo essere riuscito a scampare a morte certa, Kenpachi ingaggerà, sotto gli ordini del nuovo comandante generale Shunsui Kyoraku, un combattimento mortale con Retsu Unohana nel livello più basso delle prigioni della Soul Society, in modo che la donna possa insegnare a Zaraki "l'arte di uccidere", per prepararlo alla battaglia con il Vandenreich. Durante lo scontro vengono svelati alcuni retroscena del passato di Unohana e Zaraki, e probabilmente spiegato il perché dell'incapacità del capitano dell'undicesima divisione di comunicare con la propria zanpakuto.
Dopo un violento scontro tra i due "Kenpachi", Zaraki sconfigge Unohana trafiggendola al collo, come successe nel loro primo scontro. Immediatamente dopo aver sconfitto Unohana, la Zanpakuto di Zaraki gli si rivolge per comunicargli il suo nome.
Durante la seconda invasione, Zaraki, di ritorno dallo scontro con Unohana, salva la sua luogotenente Yachiru da un attacco dello Stern Ritter "V", Gremmy Thoumeaux. Prima di iniziare a combattere contro il suo avversario, rivela ad Isane Kotetsu di aver effettivamente ucciso Unohana, e quindi di averne ereditato il nome. Durante il combattimento contro Gremmy, Zaraki rilascia per la prima volta la sua Zanpakutō, Nozarashi, per distruggere un meteorite generato dallo stesso Stern Ritter e diretto verso il Seireitei. Dopo essere riuscito a sconfiggere Gremmy, ormai sfinito, viene attaccato da quattro sternritter contemporaneamente ma viene salvato dall'intervento di Ichigo.
Dopo essersi ripreso raggiunge il palazzo reale assieme a Kurotsuchi. Qui incontra lo Sternritter "C", Pernida Parnkgjas, rivelatosi essere la Mano Sinistra del Re delle Anime. Dopo aver perso l'utilizzo di un braccio a causa del potere dell'avversario, viene colpito da Mayuri con il suo Shikai, impedendo in questo modo a Pernida di prendere il controllo degli arti di Zaraki. Finito il combattimento, Kenpachi viene messo da Mayuri in una "camera di guarigione", dove si riprende dai danni subiti. Uscito dalla camera, si dirige ad affrontare lo Sternritter "M" assieme a Byakuya ed a Hitsugaya. Nonostante stesse combattendo senza la benda viene ferito gravemente. In quel momento compare Yachiru che, rivelando di essere lo spirito della spada Nozarashi, gli consegna l'energia per poter finalmente rilasciare il suo Bankai. Grazie ad esso riesce a mettere in difficoltà il suo avversario, ma non riuscendo a contenere la potenza del Bankai perde l'utilizzo di un braccio. Una volta ripresosi disattiva il Bankai e aiuta Byakuya e Hitsugaya a fronteggiare il nemico.
Passati dieci anni dalla sconfitta di Ywach, Zaraki è ancora Capitano dell'undicesima divisione con Ikkaku come luogotenente.

## Subordinati
Ecco una lista dei suoi subordinati, sia quelli attuali che quelli che per poco tempo sono passati sotto il suo comando:

### Ex sottoposti
- Renji Abarai: fu trasferito dalla Quinta Divisione alla Undicesima prima di passare poi alla Sesta. Durante il periodo di permanenza sotto Zaraki è stato allenato da Ikkaku.
- Maki Ichinose: lascia la divisione quando il vecchio capitano viene ucciso (lo si vede solo nell'anime).
- Tetsuzaemon Iba: lascia l'Undicesima divisione per diventare il Luogotenente della Settima, rimanendo però un grande amico di Ikkaku e Yumichika.
- Yachiru Kusajishi: ex luogotenente, si rivela essere lo spirito della Zampakuto Nozarashi.

### Attuali
- Ikkaku Madarame: luogotenente.
- Yumichika Ayasegawa: comandante di 3º seggio.
- Makizō Aramaki (荒巻 真木造?, Aramaki Makizō): comandante di 10° seggio. È un personaggio molto strambo (il suo soprannome, "MakiMaki", gli è stato dato da Yachiru, poi modificato in "Baffetto"), ed è anche un ubriacone e un codardo. Viene salvato dalle esplosioni degli "Shinigami Bomba" di Mayuri dal Santen Kesshun di Orihime e poi, su richiesta di Uryu Ishida, la porta via. Non si conosce la sua Zanpakutō ma il fatto che sia di grado basso attesta che sia uno dei tanti guerrieri dell'11ª Compagnia.

## Capacità personali
Zaraki possiede delle abilità quasi impareggiabili persino per gli altri capitani, che come i suoi avversari lo definiscono "un vero mostro": la sua forza fisica è impressionante e gli permette di atterrare personaggi del calibro di Komamura o Nnoitra Jirga con poco sforzo nonché di sfondare muri e tagliare interi edifici con relativa facilità; vanta inoltre una resistenza incredibile, grazie alla quale è in grado di uscire con pochissimi danni da attacchi violentissimi e di continuare a combattere a piena potenza anche con ferite che ucciderebbero uno shinigami comune: è stato infatti in grado di resistere alla potenza combinata delle Zanpakutō di Komamura e Tōsen e ha combattuto egregiamente con Nnoitra anche quando questi aveva sfoderato la sua Resurrección. Si è inoltre dimostrato in grado di respingere il Cero di un Espada con una sola mano.
Non possiede grandi capacità analitiche ma è comunque in grado di elaborare velocemente strategie che, seppur semplici, si dimostrano molto efficaci.
Prevalentemente brandisce la sua spada con una sola mano, sferrando fendenti potentissimi ma nel contempo molto rapidi; la sua tecnica più potente è tuttavia il Kendo, che consiste nel combattere tenendo la spada con entrambe le mani: così facendo si focalizza l'energia spirituale nella spada e se ne aumenta a dismisura la forza distruttiva. Kenpachi afferma, tuttavia, di non amare il suo utilizzo perché la ritiene "roba da fighette" e perché, data la sua potenza, ucciderebbe facilmente l'avversario senza più divertirsi.
Nonostante il suo quantitativo di reiatsu sia straordinario (l'unico paragonabile a quello di Ichigo) in realtà esso, anche senza benda, è solo una parte irrisoria della vera quantità di reiatsu di cui è dotato Zaraki che, a detta di Unohana, da bambino era molto più potente che da adulto: quando combatte contro il capitano della Quarta Divisione per poter risvegliare i suoi veri poteri e finalmente conoscere il nome della sua spada, cosa che gli darebbe accesso allo Shikai, Kenpachi arriva in punto di morte per circa cento volte e ognuna di esse risveglia una certa quantità di reiatsu sopita in lui, facendo quindi intendere che la sua reale quantità di reiatsu sia a dir poco colossale.

## Zanpakutō
Fino alla saga della guerra dei mille anni Kenpachi è l'unico capitano a non conoscere il nome della propria Zanpakutō, di conseguenza non era in grado di utilizzare né lo Shikai né tanto meno il Bankai; alla fine del combattimento con Ichigo, nonostante il disinteresse fino ad allora mostrato per la capacità di "combattere insieme alla propria spada", lo shinigami si sforza di chiamarla non ottenendo però alcun risultato, in quanto ancora incapace di comprenderne veramente il potere. È solo dopo lo scontro con Unohana che la stessa Zanpakuto si rivolge per la prima volta a Zaraki rivelandogli il proprio nome, Nozarashi (野晒, letteralmente "consumata dalle intemperie / ossa esposte in un campo", in riferimento al Nozarashi Kiko di Matsuo Bashō).
Nella sua forma sigillata la spada risulta insolitamente lunga, dalla lama completamente senza filo e rovinata in più punti e dal guardamano il cui motivo ricorda quello di un osso; l'elsa bianca e il fodero sono inoltre avvolti da bende.

Lo Shikai viene rilasciato al comando "ingurgita / bevi" (呑め nome): l'arma diventa un'enorme mannaia dal lungo manico fasciato da bende e dalla punta squadrata, racchiusa in una bordatura su cui è presente un foro dal quale pendono alcuni filamenti. Il design di Nozarashi in questo stato di rilascio sembra essere ispirato alla mannaia cinese da carne. Quest'arma si è dimostrata straordinariamente potente, tanto che Kenpachi è stato in grado di polverizzare un gigantesco meteorite che avrebbe devastato il Seireitei con un solo fendente.

Durante lo scontro con lo Stern Ritter "M" Yachiru rivela a Kenpachi che è lei il vero spirito della spada e subito dopo gli fa ottenere il Bankai: questo rende la pelle del capitano rossa e gli fa spuntare un paio di corna sulla fronte dandogli a tutti gli effetti l'aspetto di un Oni; la mannaia dello Shikai si spezza e riduce le sue dimensioni ma aumenta a dismisura la forza fisica, la velocità e i riflessi del capitano, tanto da renderlo capace di staccare il braccio dello Stern Ritter con un solo morso e successivamente dividerlo in due con un unico fendente. In questo stato, tuttavia, Zaraki non sembra essere in grado di controllarsi, tanto che la sola pressione del suo reiatsu è così elevata da quasi tranciare in due il suo stesso braccio ad ogni colpo.

## Poteri e abilità
Nel "libro delle anime" di Bleach, il databook ufficiale della serie redatto da Tite Kubo, è presente uno schema che riassume tutte le sue caratteristiche:
- Potere offensivo (攻撃力): 100
- Potere difensivo (防御力): 80
- Agilità (機動力): 60
- Arti demoniache ・ Forza spirituale (鬼道・霊圧): 0
- Intelligenza (知力): 50
- Stamina (体力): 100
- Totale: 390
- Percentuale: 65%